# 20430 Stout
20430 Stout este un asteroid din centura principală de asteroizi.

## Descriere
20430 Stout este un asteroid din centura principală de asteroizi. A fost descoperit pe 10 ianuarie 1999 la Bâton-Rouge de Walter R. Cooney, Jr. și S. Lazar. Asteroidul prezintă o orbită caracterizată de o semiaxă mare de 2,65 ua, o excentricitate de 0,20 și o înclinație de 14,8° în raport cu ecliptica.